# Jan Gerhard Toonder
Jan Gerhard Toonder (Rotterdam, 18 juli 1914 — Amsterdam, 25 augustus 1992) was een Nederlands schrijver en dichter. Hij was de broer van Marten Toonder. Hij was getrouwd met de schrijfster en schilderes Margje Toonder-Herblot (1908-1991).
Na een carrière bij onder meer J.M. Meulenhoff en Elsevier, verschenen vanaf 1947 vrijwel al zijn boeken bij De Bezige Bij. Deze uitgeverij had hij via illegaal werk in de Tweede Wereldoorlog leren kennen.
Hij gebruikte naast zijn eigen naam de pseudoniemen Toon Gerhard, Jurgen Abel, Jan Nielsen en Gerard Spiegel.
Jan Gerhard Toonder was aanhanger van de westerse astrologie. In Het astrologisch argument schreef hij samen met John Anthony West een uitgebreide verdediging van de astrologie. Hij publiceerde verder artikelen over astrologie in de tijdschriften Spica en Symbolon.
Jan publiceerde ook regelmatig in het tijdschrift Bres.
Jan Gerhard Toonder werkte ook mee aan een aantal films van de Toonder Studio's van zijn broer Marten, zoals The Golden Fish (1952), geregisseerd door Harold Mack. Daarna maakte hij samen met regisseur Han van Gelder Globobbo (1953), The conquered planet (1953) en Verzonken klokken (1957).
Zijn broer Marten heeft enkele van zijn boeken geïllustreerd.

## Zuivering
Na de oorlog werd aan Toonder in hoger beroep tegen een beslissing van de Ereraad voor de Kunst een lichte maatregel opgelegd.